# Cisco Webex
Cisco Webex(シスコウェベックス 、シスコウェブエックス)は、 Web会議およびビデオ会議アプリケーションを開発および販売するアメリカの企業及び同社が提供するサービスの総称である  。シスコシステムズがWebexを買収した2007年に設立された。 本社はカリフォルニア州サンノゼ。 
ソフトウェア製品として、Webex Meetings、Webex Teams、Webex Webiner、Webex Training、Webex Callingを、ビデオ会議用のハードウェア製品としてWebex Devicesをリリースしている。  以前はWebExという製品名であったが、現在はWのみが大文字のWebexという製品名となっている。

## 沿革

Webexが独立企業として使用するWebexロゴ

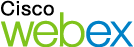
2009年から2018年に使用された以前のロゴ

Webexは1996年、Subrah IyarとMin Zhuによって設立された。 
2007年3月15日、シスコシステムズは32億ドルでWebexを買収すると発表し、シスコシステムズのラインナップの1製品となった。 
2020年4月、新型コロナウイルス感染症によるビデオ会議の利用急増により、月間利用者が5億人を突破した。
2021年10月、シスコはWebexのブランディングの変更と大幅なアップデートを発表した。「Webex by Cisco」というブランド名が現在は利用されている。 

### 証券
シスコによる買収以前に、WebexはNASDAQグローバルセレクトマーケットで特集されていた。 

### シスコによる買収
シスコはまた、長期的な計画として、技術レベルと販売レベルの両方においてWebexを吸収することが長期的な計画であると述べている。 

## サービス
シスコによる買収時点では、すべてのWebexアプリケーションはMediaToneプラットフォーム上に構築され、オンデマンドプログラムでの使用を目的としたグローバルネットワークであるWebex MediaTone Network（元々はWebex Interactive Network）によってサポートされていた。 このネットワークは、WebexのチーフネットワークアーキテクトであるShaun Bryant と、ネットワークアーキテクトであるZaid Ali Srによって、インターネット上で最初のSaaSプラットフォームの1つとして設計されたものであった。
同社は2005年にIntranets.comを買収し、従業員数100人未満の中小企業を顧客とし、中小企業市場への参入を実現した。同社は、ディスカッションフォーラム、ドキュメント共有、カレンダーなどのオンラインコラボレーションツールを提供する能力を獲得し、Intranets.comは顧客にWebexの通信環境へのアクセスを提供した。 
2006年2月21日、 AOLとWebexは、AOLのインスタントメッセージングソフトウェアであるAIM Proのビジネスバージョンを発表する計画を発表した。
2006年9月26日、同社は「Webex Connect」と呼ばれるウェブコラボレーション「マッシュアップ」プラットフォームを提供する計画を発表した。 
2014年11月17日、シスコはProject Squaredと呼ばれるWebexのアップデート計画を発表した。 
2015年8月5日、WebexはWindows XP上での提供を終了した。 
2017年10月、シスコはクラウドPBXソリューションのBroadSoftを19億ドルで買収し、Webex CallingとしてWebexプラットフォームへの組み込みを発表した。 
2018年4月18日、シスコはCisco SparkがCisco Webexプラットフォームに統合されることを発表した。 Cisco Sparkは、それ自体がProject Squaredコラボレーションプラットフォームのリブランドであった。 同時に、シスコは、Spark Room Kit（現在はWebex Room Kit）とSpark Board（現在はWebex Board）を含むすべてのSpark製品をWebexのブランドへと変更した。

## 係争

### ゴールドマンサックス証券不正調査事件
SECおよびさまざまな州の司法長官事務所によって開始された証券詐欺の調査の結果、 ゴールドマンサックスは、1999年から2001年までの期間、WebExの報道やIPO違反など、不当な研究を発行したとして起訴された。 ゴールドマンサックスのアナリストに、調査の対象とすべきでないものをWebexの経営者が指示したとされている。 Webexは、経営者の情報は正確であると述べた。別の告発は、ゴールドマンサックスがWebexの新規株式公開における株式の配分において証券法に違反していると非難した。 

### レインダンス特許侵害訴訟
2005年9月27日、Webexは競合他社のRaindance Communications Inc.を特許侵害で訴えた。 2005年10月14日、RaindanceはWebexに対して特許侵害の訴訟を起こした。 両社は、損害賠償と、特許を侵害していると主張するさらなる行為を禁ずる差止命令を求めた。 。2006年3月31日、両当事者は、両方の訴訟の取り下げ、過去の侵害に対する請求の放棄、それらの放棄に関連する支払い、および互いの特許へのクロスライセンスに同意した。 この合意により、RaindanceはWebexに100万ドルを支払った。